# Contribución Determinada a Nivel Nacional
Las Contribuciones Determinadas a Nivel Nacional (NDC, por sus siglas en inglés) son reducciones previstas de las emisiones de gases de efecto invernadero en virtud de la Convención Marco de las Naciones Unidas sobre el Cambio Climático (CMNUCC). 
Las contribuciones determinadas a nivel nacional son una serie de medidas y acciones que los países que son parte del Acuerdo de París planean realizar para reducir sus emisiones de gases de efecto invernadero y adaptarse al cambio climático.
Según el Acuerdo de París, los países firmantes deben esbozar y comunicar sus acciones climáticas. Los países que firmaron la CMNUCC debían presentar sus NDC previstas en la Conferencia de las Naciones Unidas sobre el Cambio Climático de 2013 celebrada en Varsovia, Polonia, en noviembre de 2013. Las contribuciones previstas se determinaron sin perjuicio de la naturaleza jurídica de las contribuciones. El término fue concebido como un compromiso entre "limitación cuantificada de emisiones y objetivo de reducción" (QUELRO) y "acciones de mitigación apropiadas a nivel nacional" (NAMA) que el Protocolo de Kioto utilizó para describir las diferentes obligaciones legales de los países desarrollados y en desarrollo.
Las NDC deben actualizarse y presentarse cada cinco años. Todas las primeras NDC de los países firmantes del Acuerdo de París deben ser presentadas en 2020. Los países firmantes también tenían la posibilidad de presentar sus primeras NDC previstas al momento de ratificar el Acuerdo. 

## Proceso
Las NDC combinan el sistema de decisión de "arriba hacia abajo". A través de este mecanismo, los países presentan sus acuerdos en el contexto de sus propias circunstancias, capacidades y prioridades nacionales, con el objetivo de reducir las emisiones de gases de efecto invernadero a niveles suficientes que permitan evitar un incremento de la temperatura global mayor a 2 °C.
Las NDC contienen medidas tomadas orientadas hacia la reducción de emisiones, medidas de mitigación del cambio climático y medidas de adaptación. Estas NDC también especifican el tipo de apoyo que necesita el país para estas medidas, y las contribuciones propias que aportará el país. 
Después de la presentación inicial del primer borrador de las NDC en marzo de 2015, siguió una fase de evaluación para revisar el impacto de las NDC presentadas antes de la Conferencia de las Naciones Unidas sobre el Cambio Climático de 2015.

## Presentación de las NDC
Una investigación publicada por NewClimate Institute para la CMNUCC y el PNUD concluyó que, en marzo de 2015, un tercio de los 81 países encuestados aún no habían comenzado su NDC. Aproximadamente otro tercio había iniciado el debate nacional, pero no había pasado a la fase de diseño técnico. Las ambiciones de presentación varían geográficamente; por ejemplo, los países africanos a menudo informaron que iban a presentar sus NDC en las últimas fechas planificadas.
El 27 de febrero de 2015, Suiza se convirtió en el primer país en presentar su NDC. Suiza dijo que había experimentado un aumento de temperatura de 1,75 °C desde 1864 y tenía como objetivo reducir las emisiones de gases de efecto invernadero en un 50% para 2030.
India presentó su NDC a la CMNUCC en octubre de 2015, comprometiéndose a reducir la intensidad de las emisiones por unidad de PBI entre un 33% y un 35% para 2030 desde los niveles de 2005. En su presentación, India escribió que necesita "al menos USD 2,5 billones" para lograr sus objetivos 2015-2030, y que sus "necesidades de financiación climática internacional" serán la diferencia sobre "lo que puede estar disponible de fuentes nacionales". Esto quiere decir que los objetivos de su NDC está sujeto a que los países desarrollados faciliten financiación.
China, uno de los países que más contribuye globalmente a las emisiones de gases de efecto invernadero, apuntó a una reducción del 60-65% en las emisiones de gases de efecto invernadero por unidad de PBI para 2030. Estados Unidos apuntó a una reducción del 26-28% para 2025, y la Unión Europea tenía como objetivo una reducción del 40% en comparación con 1990, para 2030. La UE fue criticada por miembros de la sociedad civil alegando que su objetivo de reducción de emisiones del 40% no es lo suficientemente ambicioso.
Antes de la Conferencia de las Naciones Unidas sobre el Cambio Climático de 2015, se preparó un informe de síntesis que evaluó el impacto de todos los borradores de las NDC en relación con las expectativas de calentamiento global. Esto analizó el impacto de las NDC presentadas para 147 países, que representaron en 2010 el 80% de las emisiones globales totales. El informe concluyó que si se cumplieran las NDC, se reduciría el aumento de las emisiones del 24% entre 1990 y 2010 a un aumento entre 2010 y 2030 de entre el 11% y el 23%. Sin embargo, las emisiones hasta 2030 ascenderían al 75% de las emisiones totales que fueran consistentes con limitar el calentamiento global al objetivo de 2 °C. Por lo tanto, se necesitaría una reducción mucho mayor después de 2030 para alcanzar este objetivo.

## Desafíos
Algunos países han informado desafíos relacionados con la dificultad para asegurar el apoyo político de alto nivel, la falta de certeza y orientación sobre lo que debería incluirse en las NDC y la experiencia limitada para la evaluación de opciones técnicas. 
Sin embargo, a pesar de los desafíos, menos de una cuarta parte de los países dijeron que habían recibido apoyo internacional para preparar sus NDC, y más de una cuarta parte indicó que todavía están solicitando apoyo internacional. El proceso NDC y los desafíos que presenta son únicos para cada país y no existe un enfoque o metodología de que sirva de la misma manera para todos los países.

## Oportunidades
La Alianza Clima y Desarrollo (CDKN) preparó una guía para los países menos desarrollados en la que se establece un enfoque para elaborar las NDC que podría brindar oportunidades económicas y de desarrollo. La guía incluía las siguientes recomendaciones:
- Demostrar que el crecimiento económico es compatible con industrias bajas en carbono y resilientes al clima.
- Destacar los beneficios relacionados con la adaptación de las acciones de mitigación, así como otros beneficios colaterales que incluyen la reducción de la pobreza, mejoras en la salud y mejoras en el acceso a servicios básicos como energía e incrementos en la seguridad.
- Capturar el potencial de la mitigación dentro de las actividades de adaptación planificadas y potenciales.
- Alentar a otros países a tomar medidas equivalentes, aumentar la ambición global y reducir los impactos climáticos.
- Atraer apoyo financiero, de creación de capacidad, transferencia de tecnología y otros tipos de apoyo internacional.[13]

## Integración con la planificación del desarrollo nacional
Otro informe de la Red de Conocimiento sobre Clima y Desarrollo (CDKN) elaborado en conjunto con el Overseas Development Institute (ODI) hizo las siguientes recomendaciones para integrar los compromisos internacionales sobre el cambio climático en la planificación del desarrollo nacional:
- Las NDC deben ser coherentes con las políticas nacionales de desarrollo.
- Las NDC deben seguir los principios de diseño SMART.
- Las NDC deben tener un amplio apoyo nacional.
- Las NDC deben tener un respaldo político claro.
- El desarrollo de NDC debe tener un liderazgo institucional claro.
- Debe existir una coordinación nacional para las acciones de desarrollo y cambio climático.
- Las instituciones de NDC deben responder a las necesidades de desarrollo local.
- El gasto de NDC debe ser parte de la planificación del presupuesto nacional.
- El gasto de NDC debe ser monitoreado e informado.
- El gasto de NDC debe estar sujeto a supervisión y escrutinio nacional.[14]

## Evaluación
En noviembre de 2019, la Fundación Ecológica Universal (FEU), una ONG ambiental global con sede en Buenos Aires, publicó una evaluación de los compromisos climáticos nacionales. De las 184 NDC presentadas, la FEU consideró que el 20% era "suficiente"; 6% "parcialmente suficiente"; 4% "parcialmente insuficiente"; y 70% "insuficiente".